# Udzungwagrönbulbyl
Udzungwagrönbulbyl (Arizelocichla chorigula) är en fågel i familjen bulbyler inom ordningen tättingar.

## Utseende och läte
Udzungwagrönbulbylen är en liten grönbulbyl med svartaktigt huvud, gul strupe, grå undersida och olivgrön rygg. Den liknar tanzaniagrönbulbylen, men denna är något mindre och enfärgat olivgrön. Den kan också förväxlas med strimkindad grönbulbyl, men denna är helgrå under, saknar svarta hjässan och har, som namnet avslöjar, strimmig kind. Sången består av en snabb fras med gladlynta toner i ett stigande mönster.

## Utbredning och systematik
Fågeln förekommer enbart i bergsskogar i östra Tanzania (Ngurubergen och höglänta områden i Iringadistriktet). Den betraktas ofta som en underart till svartbrynad grönbulbyl (A. fusciceps). Den behandlas som monotypisk, det vill säga att den inte delas in i några underarter.

## Status
Arten har ett stort utbredningsområde och beståndet anses vara stabilt. Internationella naturvårdsunionen IUCN listar den därför som livskraftig (LC).

## Namn
Udzungwabergen är ett bergsmassiv i södra Tanzania, del av Eastern Arc-bergen.